# Anteosauridae
De Anteosauridae zijn een familie van uitgestorven dieren uit de Synapsida, behorend tot de onderorde Dinocephalia van de orde Therapsida. Het waren grote roofdieren die tijdens het Midden-Perm leefden op meerdere continenten. 

## Fossiele vondsten
De anteosauriden leefden circa 270 tot 260 miljoen jaar geleden. Fossiele vondsten zijn gedaan in Azië, Afrika en Zuid-Amerika. 

## Kenmerken
De anteosauriden waren met afstand de grootste roofdieren van het Perm. De grootste soorten hadden schedels van 80 cm lang. De anteosauriden hadden lange puntige snij- en hoektanden en lange robuuste kaken met een grote bijtkracht.

## Onderverdeling
De Anteosauridae vormen de belangrijkste groep binnen de Anteosauria.
- Familie Anteosauridae
  - Archaeosyodon
  - Anteosaurinae
    - Anteosaurus
    - Doliosauriscus
    - Sinophoneus
    - Titanophoneus

  - Syodontinae
    - Australosyodon
    - Notosyodon
    - Pampaphoneus
    - Syodon